# KBS 대학가요축제
KBS 대학가요축제는 한국방송공사 라디오국이 1987년부터 1993년까지 개최했던 대학생을 위한 가요제이다. 젊음의 끼를 발산하고 대학생다운 가요 발굴을 목적으로 1987년에 시작하였으며, 참가한 대학생들은 창작곡으로 노래 실력을 겨루고, 본선은 한국방송공사를 통해 생방송되었다. 당시 5공화국 시절에 존재하는 검열과 사상통제 탓인지 대학가요는 상대적으로 덜한 주요 공급처였고, 이 때부터 MBC 대학가요제에 대해 KBS가 뒤늦게 대응하며 대학가요축제를 런칭했다.
그러나 첫 회 대상곡인 석미경의 "물안개"를 제외하면 어떠한 주요 곡도 배출하지 못함은 물론, 출신 가수도 상당히 적은 입김의 영향이 컸다. 게다가 초대 대상 수상자인 석미경은 오랫동안 활동하지 못했다. 또한 1990년대 초 아이돌 그룹의 영향과 상업화 문제, 기성 표절 등으로 지속되지 못하며 쇠퇴하게 되었다.

KBS 내부에서도 제작비 문제 등으로 적자를 피하지 못해, 1993년 제7회를 마지막으로 KBS 창작동요대회와 가족동요 창작경연대회와 함께 역사 속으로 사라지고 말았다.
이 대회를 거쳐서 데뷔한 대표적인 가수로는 김준선, 이정봉, 밴드 뱅크의 멤버 정시로(본명: 정일영), 밴드 미스미스터의 보컬 박경서가 있다.

## 역대 대학가요축제 대상작
| 회 | 일시(방송일)          | 장소                  | 대상 수상팀 | 대상 수상곡       | 대상 수상팀 소속 | 비고 |
| -- | --------------------- | --------------------- | ----------- | ----------------- | ---------------- | ---- |
| 1  | 1987년 10월 31일 (토) | KBS 88체육관          | 석미경      | 〈물안개〉        | 서울예전         |      |
| 2  | 1988년 11월 5일 (토)  | KBS 88체육관          | 김성수      | 〈비오던 날〉     | 서울대학교       |      |
| 3  | 1989년 10월 14일(토)  | KBS 88체육관          | 한아로      | 〈빈 공간에서〉   | 경성대학교       |      |
| 4  | 1990년 9월 8일 (토)   | KBS 88체육관          | 출입금지    | 〈그땐 몰랐어요〉 | 경성대학교       |      |
| 5  | 1991년 8월 24일 (토)  | 올림픽공원 펜싱체육관 | 옥슨 91     | 〈비의 추억〉     | 건국대학교       |      |
| 6  | 1992년 8월 22일 (토)  | 올림픽공원 펜싱체육관 | 김미정      | 〈비가 내리네〉   | 경성대학교       |      |
| 7  | 1993년 8월 21일 (토)  | KBS홀                 | 이정봉      | 〈블랙세인트〉    | 호서대학교       |      |

## KBS 대학가요축제 폐지 이후
1993년에 제작비 예산 문제로 결국 KBS 대학가요축제는 KBS 창작동요대회와 노래는 내친구, 가족동요 창작경연대회와 함께 폐지 수순을 밟으면서 더 이상 제작하지 않았고, 결국에는 더 이상 주목받지 못한 채 역사 속으로 사라졌다.

## 같이 보기
- KBS 창작동요대회
- KBS 초록동요제
- 젊음의 행진
- 노래는 내친구
- MBC 강변가요제
- MBC 대학가요제